# Medibank International 2007 - Doppio femminile
Il doppio femminile del torneo di tennis Medibank International 2007, facente parte del WTA Tour 2007, ha avuto come vincitrici Anna-Lena Grönefeld e Meghann Shaughnessy che hanno battuto in finale Marion Bartoli e Meilen Tu con il punteggio di 6–3, 3–6, 7–6(2).

## Teste di serie
1. Lisa Raymond /  Samantha Stosur (primo turno)
2. Cara Black /  Liezel Huber (semifinali)

1. Daniela Hantuchová /  Ai Sugiyama (quarti di finale)
2. Anna-Lena Grönefeld /  Meghann Shaughnessy (campionesse)

## Tabellone

### Legenda
| - Q = Qualificato - WC = Wild card - LL = Lucky loser | - ALT = Alternate - SE = Special Exempt - PR = Protected Ranking | - w/o = Walkover - r = Ritirato - d = Squalificato |